# Staring at the Sun (Anastacia)
Staring at the Sun è un singolo della cantante statunitense Anastacia, il secondo estratto dal sesto album in studio Resurrection e pubblicato il 1º settembre 2014.

## Pubblicazione
Il brano è stato annunciato nel settembre 2014 come secondo singolo a livello internazionale ad esclusione dell'Italia, paese nel quale è stato pubblicato al suo posto Lifeline. Staring at the Sun è stato successivamente pubblicato anche in Italia l'8 maggio 2015.

## Video musicale
Il videoclip è stato pubblicato il 17 settembre 2014 attraverso il canale Vevo della cantante.

## Tracce
CD promozionale
1. Staring at the Sun (Radio Edit) – 3:43

Download digitale
1. Staring at the Sun – 3:43
2. Staring at the Sun (Acappella Version) – 3:30
3. Staring at the Sun (Instrumental) – 3:43
4. Staring at the Sun (Digital Dog Club Mix) – 5:42

## Formazione
Musicisti
- Anastacia – voce
- Michael Biancaniello – chitarra
- Louis Biancaniello – tastiera, programmazione
- Felicia Barton – cori

Produzione
- Sam Watters, Louis Biancaniello – produzione
- Al Clay – missaggio
- Pat Sullivan – mastering

## Classifiche
| Classifica (2014) | Posizione massima |
| ----------------- | ----------------- |
| Belgio (Vallonia) | 81                |